# Męka Księża
Męka Księża – część miasta Sieradza w Polsce, w województwie łódzkim, w powiecie sieradzkim. Rozpościera się wzdłuż ulicy Kościelnej, we wschodniej części miasta. 

## Historia administracyjna
Męka Księża wyszktałciła się jako przysiółęk wsi Męka. W latach 1867–1953 należała do gminy Męka w powiecie sieradzkim, której Męka Księża była siedzibą. W Królestwie Polskim przynależała do guberni kaliskiej, a w okresie międzywojennym do województwa łódzkiego. Tam, 19 listopada 1933 weszła w skład nowo utworzonej gromady Męka w granicach gminy Męka.
Podczas II wojny światowej włączona do III Rzeszy. Po wojnie ponownie w powiecie sieradzkim w województwie łódzkim. 21 września 1953 weszła w skład gminy Woźniki, utworzonej z obszaru zniesionej gminy Męka. W związku z reorganizacją administracji wiejskiej (zniesienie gmin i powołanie gromad) jesienią Męka Księża weszła w skład nowo utworzonej gromady Woźniki w powiecie sieradzkim. Tam przetrwała do końca 1972 roku, czyli do kolejnej reformy gminnej.
1 stycznia 1973, w związku z kolejną reformą administracyjną (odtworzenie gmin i zniesienie gromad i osiedli) Męka Księża weszła w skład nowo utworzonej gminy Sieradz. W latach 1975–1979 miejscowość administracyjnie należała do województwa sieradzkiego. 1 grudnia 1979 Mękę Księżą włączono do Sieradza.